# Sjungom
Sjungom utkom 1943 och ersatte Kyrklig sång. I samlingen har alla psalmer som infördes i 1937 års psalmbok lyfts bort och i huvudsak ersatts av annat material. Därtill gjordes en helt ny uppställning av innehåller. Samma år gavs en musikupplaga ut.